# Jimmy the Gent
Jimmy the Gent is een film uit 1934 onder regie van Michael Curtiz. James Cagney en Bette Davis hebben de hoofdrollen in de film. In 1940 waren ze opnieuw samen te zien, in de film The Bride Came C.O.D.. Opmerkelijk is, dat The Bride Came C.O.D. regelmatig wordt aangeduid als hun eerste film samen.
De film gaat over Jimmy, een man die zijn kost verdient aan het opsporen van overleden mensen zonder levende erfgenamen. Na de zoveelste dag kan zijn secretaresse Joan dit niet meer aanzien en gaat voor iemand anders werken. Wanneer Jimmy ontdekt dat Joans nieuwe werkgever nog frauduleuzer is dan hijzelf, doet hij er alles voor om Joan terug te winnen.

## Rolverdeling
| Acteur           | Personage          |
| ---------------- | ------------------ |
| James Cagney     | 'Jimmy' Corrigan   |
| Bette Davis      | Miss Joan Martin   |
| Allen Jenkins    | Lou                |
| Alan Dinehart    | Charles Wallingham |
| Alice White      | Mabel              |
| Arthur Hohl      | Monty Barton       |
| Phillip Reed     | Ronny Gatson       |
| Hobart Cavanaugh | Fake Wortingham    |
| Mayo Methot      | Gladys Farrell     |